# Kit Pongetti
Catherine Kit Pongetti (geboren am 15. Juni 1970 in Kingsville, Texas), meist Kit Pongetti genannt, ist eine US-amerikanische Schauspielerin, die unter anderem für ihre Rolle als Lady aus der US-amerikanischen Dramedy-Sitcom Scrubs – Die Anfänger bekannt ist.

## Leben
1970 in Kingsville geboren, wuchs Pongetti anschließend in Houston auf. 1990 machte sie nach fünf Jahren ihren Abschluss an der University of Texas at Austin. Nach Arbeiten in den Bereichen Musik, auch als Teil der Band Those Who Dig, und Theater startete sie ihre hauptberufliche Karriere als Schauspielerin 2002. Neben dauerhaften Rollen in Scrubs als Lady und der Cleveland Show hatte sie Gastauftritte in diversen Fernsehserien, darunter How I Met Your Mother, The Millers und Roseanne. Bei dem Film Loudmouth Soup (2005) spielte sie nicht nur die Rolle der Kim White, sondern schrieb auch am Drehbuch mit. Sie war zudem am Drehbuch von 48 Episoden der Serie Roseanne beteiligt. Bei Stakeout (2012) führte sie zusätzlich Regie.

## Filmografie (Auswahl)

### Schauspielerin
- 2002–2003: Yes, Dear
- 2004–2005: Still Standing
- 2005: Loudmouth Soup
- 2006: Rodney (Fernsehserie, 1 Folge)
- 2007–2009: Scrubs – Die Anfänger
- 2009: iCarly (Staffel 3, Folge 6)
- 2009–2012: The Cleveland Show
- 2012: Stakeout
- 2013: The Millers (Fernsehserie, 1 Folge)
- 2014: Raising Hope (Fernsehserie, 1 Folge)
- 2015: Chasing Life (Fernsehserie, 1 Folge)

### Filmcrew
- 1995–1997: Roseanne (Drehbuchassistentin)
- 2005: Loudmouth Soup (Drehbuch)
- 2012: Stakeout (Regie und Drehbuch)